# Dark Necessities
Singles de Red Hot Chili Peppers
Brendan's Death Song
(2012) Go Robot
(2016)
Clip vidéo
[vidéo] « Dark Necessities », sur YouTube
Dark Necessities est une chanson du groupe de rock américain Red Hot Chili Peppers écrite et composée par ses quatre membres (Anthony Kiedis, Flea, Josh Klinghoffer, Chad Smith) et Danger Mouse, ce dernier étant également le producteur. Sortie en single le 6 mai 2016, il s'agit du premier extrait de l'album The Getaway.

## Accueil commercial
La chanson est un succès dans les différents classements du Billboard aux États-Unis. Elle atteint la 1re position dans l'Alternative Songs, offrant au groupe son 13e numéro un dans ce classement, ce qui constitue un record. Elle arrive également en tête du Mainstream Rock Tracks chart et de l'Adult Alternative Songs (en) (ou Triple A Songs).
Dark Necessities est le quatrième morceau à décrocher la première place dans ces trois classements à la fois, les précédents étant Dani California, autre chanson des Red Hot Chili Peppers, en 2006, Boulevard of Broken Dreams de Green Day en 2004/2005 et One Headlight (en) par The Wallflowers en 1996/1997.

## Clip
Réalisé par Olivia Wilde, le clip met en scène quatre femmes (Carmen Shafer, Amanda Caloia, Amanda Powell, et Noelle Mulligan) faisant du longskate dans les rues de Los Angeles, montrant leurs ecchymoses, pendant que le groupe est filmé en train de jouer la chanson dans un intérieur. On y voit Flea jouer de la basse avec des gants de ménage assis dans l'évier de la cuisine,.

## Nominations
La chanson obtient deux nominations aux iHeartRadio Music Awards en 2017 dans les catégories Chanson de rock alternatif de l'année et Chanson de rock de l'année, tandis que le groupe est nommé dans la catégorie Artiste rock de l'année.

## Classements hebdomadaires
| Classement (2016)                         | Meilleure position |
| ----------------------------------------- | ------------------ |
| Allemagne (GfK Entertainment)             | 47                 |
| Autriche (Ö3 Austria Top 40)              | 48                 |
| Belgique (Flandre Ultratop 50 Singles)    | 18                 |
| Canada (Canadian Hot 100)                 | 51                 |
| Canada (Canada Rock)                      | 1                  |
| États-Unis (Billboard Hot 100)            | 67                 |
| États-Unis (Alternative Songs)            | 1                  |
| États-Unis (Adult Alternative Songs)      | 1                  |
| États-Unis (Mainstream Rock Tracks chart) | 1                  |
| France (SNEP)                             | 45                 |
| Japon (Japan Hot 100)                     | 47                 |
| Pays-Bas (Nederlandse Top 40)             | 35                 |
| Pays-Bas (Single Top 100)                 | 60                 |
| Portugal (AFP)                            | 43                 |
| Royaume-Uni (UK Singles Chart)            | 72                 |
| Suisse (Schweizer Hitparade)              | 39                 |

## Certifications
| Pays                  | Certifications | Unités certifiées |
| --------------------- | -------------- | ----------------- |
| Canada (Music Canada) | Or             | 40 000            |
| États-Unis (RIAA)     | Platine        | 1 000 000         |
| Italie (FIMI)         | Platine        | 50 000            |
| Pologne (ZPAV)        | Platine        | 50 000            |
| Portugal (AFP)        | Or             | 5 000             |
| Royaume-Uni (BPI)     | Or             | 400 000           |